# Semovente da 75/18
Semovente M40 da 75/18 – włoskie działo samobieżne zbudowane na podwoziu czołgu średniego M13/40 uzbrojone w haubicę Obice da 75/18 modello 35, przystosowaną do zabudowy w wieży pancernej, którą oznaczono jako haubicę L/18.

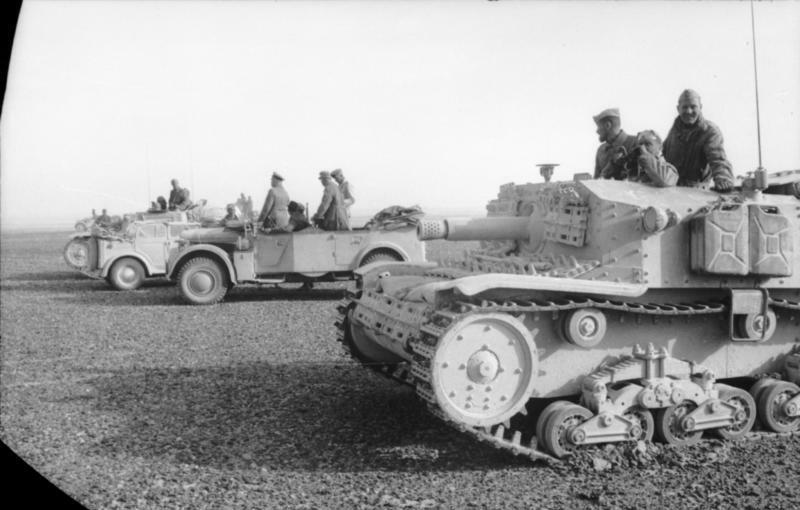
Semovente da 75/18, Północna Afryka, 1942

Włosi już pod koniec lat 30. XX wieku pracowali nad projektami dział samobieżnych różnego przeznaczenia. W 1940 roku pułkownik wojsk artyleryjskich Sergio Berlese zafascynowany sukcesami niemieckich dział szturmowych StuG III w trakcie niedawnych walk we Francji, stał się orędownikiem prac nad włoskim odpowiednikiem wozu bojowego. Wykorzystano podczas nich napęd i podwozie czołgu średniego M13/40. Na początku lutego 1941 roku gotowy był już prototyp działa samobieżnego Semovente M 40 75/16. Zostało ono wyposażone w krótkolufową haubicę kalibru 75 mm, osadzoną na łożu pozwalającym operować w pionie od -12 do +22 stopni oraz w poziomie o 18-20 stopni. Mogła ona strzelać zarówno pociskami burzącymi, jak i przeciwpancernymi. Załoga składała się z trzech osób: dowódcy-celowniczego, ładowniczego-radiotelegrafisty i kierowcy.
Działo samobieżne posiadało pancerz przedni o grubości 30 mm, lekko pochyły z boku (grubości 25 mm) i prawie całkowicie prosty z przodu.
Chociaż Semovente M 40 75/18 wzorowano na dziale szturmowym StuG III, wykorzystanie planowano odmienne. Włosi dla swojego działa samobieżnego przewidywali rolę mobilnej artylerii dywizyjnej w jednostkach pancernych. Każda z trzech dywizji pancernych miała mieć szesnaście dział samobieżnych i cztery wozy dowodzenia.
Działa samobieżne tego typu w 1942 roku trafiły do Afryki Północnej, gdzie okazały się skuteczną bronią przeciw amerykańskim czołgom M3 General Grant i M4 General Sherman, używanym przez Brytyjczyków. Strzelając specjalnymi przeciwpancernymi pociskami odkształcalnymi, potrafiły przebijać pancerz do 70 mm. Odegrały ważną rolę w bitwie pod El Alamein, a także podczas starć odwrotowych i walkach w Tunezji w 1943 roku.
W 1942 roku rozpoczęto produkować zmodyfikowaną wersję tego działa, tym razem na bazie kadłuba i zawieszenia czołgu M14/41, który sam był modyfikacją M13/40. Powstało około 140 egzemplarzy Semovente M 41. Od początku produkowano również działa dowodzenia wyposażone w dodatkowy sprzęt łącznościowy oraz sprzężony karabin maszynowy kalibru 8 mm lub pojedynczy karabin maszynowy 13,2 mm montowany zamiast haubicy.
Działo było budowane w trzech odmianach na podwoziach czołgów średnich i nosiły one odpowiednie nazwy w zależności od podwozia:
- Semovente M40 da 75/18 – budowany na podwoziu czołgu M13/40, zbudowano 60 szt.
- Semovente M41 da 75/18 – budowany na podwoziu czołgu M14/41, zbudowano 162 szt.
- Semovente M42 da 75/18 – budowany na podwoziu czołgu M15/42, zbudowano 190 szt.

Po kapitulacji Włoch w 1943 roku Niemcy przejęli 123 działa tego typu, których następnie używali pod nazwą Sturmgeschütz M 42 mit 75/18 850. Wersją rozwojową tego działa były dwie konstrukcje o różnym przeznaczeniu. Pierwsza z nich to produkowane do końca 1942 roku działo samobieżne Semovente 75/34 z armatą kalibru 75 mm o długości lufy 225 cm, które miało pełnić rolę niszczyciela czołgów. Druga, o nazwie Semovente 105/25, była samobieżną haubicą kalibru 105 mm. Oba pojazdy zbudowane zostały na podwoziu czołgu M15/42. Miały dobre uzbrojenie, mankamentem było natomiast niewystarczające opancerzenie i zaledwie trzyosobowa załoga, co utrudniało wykonywanie zadań bojowych.